# 辐射：范布伦
- 關於关于贝塞斯达娱乐开发的《辐射3》，请参见，請見「辐射3」。
- 關於关于同名第八任美国总统范布伦，请参见，請見「马丁·范布伦」。

“范布伦”是黑岛工作室被取消的作品《辐射3》的代号，它是黑岛工作室在母公司 Interplay娱乐 破产之前开发的一款电脑角色扮演游戏。 由于该公司破产，2003年12月8日Interplay关闭了整个黑岛工作室，解雇了PC游戏开发团队，游戏也随之取消开发。
在取消之前，范布伦计划继续发展《辐射》系列的剧情，但它与《辐射2》不是前作与续集的关系。后来发布于2008年10月28日的《辐射3》是贝塞斯达游戏工作室收购《辐射》系列的单人游戏版权开发的，与范布伦计划内容上没有关系。 
黑岛的几名员工后来组建了黑曜石娱乐，范伯伦计划中的很多主题、情节、人物都以各种形式出现在了后来贝塞斯达授权黑曜石开发的《辐射：新维加斯》中，这款游戏在2010年由贝塞斯达软件发行。
2014年10月17日，开发了《废土》系列作品的 inXile Entertainment 旗下 Roxy Friday LLC 注册了“ Van Buren”商标。

## 开发过程
在范布伦开发之前，Titus Interactive以需要资源开发Interplay旗下其他作品（尤其是主机游戏）的名义两次叫停黑岛开发《辐射》世界观游戏新作。 然而当Interplay失去了冰风谷和博德之门的版权后，黑岛工作室开发的游戏《博德之门3：黑色猎犬》也被随之取消，团队陷入停工。 因此，黑岛工作室的团队成员立即投入了开发代号为“范布伦”的《辐射3》的工作中去。 与此同时，Interplay还有一支自己的团队正在准备开发《辐射：钢铁兄弟会》的工作，两个团队便召开了一次会议，共同探讨两个作品的开发如何进行。 

辐射3：范布伦的启动画面

不久，富有才华的开发者们开始逐渐离开黑岛工作室。Damien Foletto 为了回应这种现象，说：“只有团队内部的信任和相信他们可以完成游戏，才能让他们继续下去。”
随着Interplay的财政状况进一步恶化， Titus Interactive试图通过改善主机部门的表现来拯救公司，而范布伦计划的产物，《辐射3》游戏也就正式取消了。黑岛团队剩余的成员要么被转移到《辐射：钢铁兄弟会 2》的开发部门，要么被转移到《博德之门：黑暗联盟2》的开发部门。两部作品中只有后者完成了开发并发售，原定于2004年上市的《钢铁兄弟会2》最终被取消。

## 剧情
到2003年底计划取消之时，来自黑岛的内部消息指出该作品的剧本完成度已高达95%，游戏引擎功能则达到70%左右。尽管范布伦的整个故事未被官方公开，但在2005年，几乎完整的剧本通过知名爱好者网站“No Mutants Allowed”流出。
游戏时间设定为2253年，即《辐射2》故事后的12年。主角的身份是“囚犯”，而这名“囚犯”究竟是遭了冤狱，还是十恶不赦，将由玩家在创建角色时决定。戴罪之人的初始属性会高于无辜者，但其恶名会导致一些社交的困难。
范布伦的设定地点位于现实中美国中西部地区，以犹他州和科罗拉多州为中心，并包括内华达州和亚利桑那州的一小部分。玩家将有机会造访胡佛大坝、丹佛、梅萨维德和大峡谷等地。游戏开始于囚犯被关押的“提比兹最高安全监狱”(Tibbets prison）遭到不明武装攻破，囚犯被爆炸击昏，当他醒来时，牢门已经大开。囚犯为摆脱不明袭击者追击而逃到了中西部废土社会。
此时的中西部废土，最大的矛盾莫过于致力恢复战前美国制度的“新加州共和国”，崇拜军事科技的钢铁兄弟会，和信奉强权奴隶制的“凯撒军团”之间的斗争。囚犯将造访几方控制下的定居点、堡垒和派系，与这些角色发生的互动将影响战争的进程。
在追求线索的过程中，玩家会有机会在洛斯阿拉莫斯实验室遗址，接触到来自核战前的“古人”即曾为美国军方工作的幸存者，这些人受辐射后变异成尸鬼（Ghoul），具有超常的寿命，他们为囚犯提供关键的历史线索：整个事件的前缘能一直追溯到核战之前的中美大战时代。
彼时，随着中美矛盾的不断恶化，双方都在大力发展生化和核武器。2073年左右美国开发出Limit-115病毒因中国特务偷窃失败而泄露，导致“新瘟疫”在美国爆发，死伤无数并造成幸存者不育，几乎造成不可控的局面，美国因此一度进入全国戒严。恐慌之后，感染者均被发现并隔离在提比兹监狱。美国总统下令，只要瘟疫再度失控，计算机就自动授权使用核武器“清除并预防”。在此密令之下，提比兹监狱和空间核武器捆绑，即一旦发生囚犯逃离事故，就解锁空间核弹，以断臂求生的方式“控制感染”。
核战之后若干年，提比兹监狱被NCR再度启用，而其核触发机制近两百年后被不满现状的原NCR科学家维克多·普莱斯珀博士（Dr. Victor Presper）掌握，他认为“废土”如今渣滓泛滥，分崩离析，根本不具有恢复像样文明的条件，唯一能彻底恢复秩序的手段是是清除已知世界上的所有人，仅留他选中的亲信通过休眠仓进入‘净化’过的未来世界，以重塑文明。于是他策划了劫狱事件，利用核反击触发功能绕过他曾无法破解的发射授权系统，获得战前美国空间核武器平台“B.O.M.B-001”的控制权以发动第二次核浩劫。维克多计划的第一步已经实现，但他还必须亲自登上B.O.M.B-001才能完成发射操作，这需要时间。因此囚犯必须利用这段时间，争分夺秒，在维克多找到升入太空方法之前追上他并了结此事。
事件的结局是殊途同归的。维克多先囚犯一步，通过布卢姆菲尔德空间基地遗留的火箭登上空间站，囚犯则修复并搭乘另一枚火箭追了过去，囚犯到达时，维克多已经不可逆转的启动了发射程序。囚犯此时可选择与维克多结盟，和后者一起完成计划，或带着阻止危机的目的挑战并杀死维克多。无论如何，即便囚犯有心，时间也将不允许囚犯阻止所有核弹的发射，最多只能解除一半（4枚）但可以重设剩余核弹的打击地点（均是囚犯一路经过的人类聚集区），这种抉择无疑一反二代的“大团圆”结局，带有明显道德两难和主观判断的成分。处理完“导弹危机”之后，空间站会自毁，而囚犯会搭乘逃生仓返回地球，伴随着“我不想放火点燃世界”的歌曲，目睹自己所选择的目标社区变成火海汪洋。

## 后续影响
贝塞斯达收购“辐射”系列全部的知识产权后，理论上有权使用包括“范布伦”剧本在内的资源，但出于各方面的考虑，最终由其开发的《辐射3》并没有使用“范布伦”剧本，而是独自重新开发了全新的剧情。
然而，“范布伦”的部分概念，日后得以在《辐射：新维加斯》中重生。《新维加斯》是2010年由贝塞斯达外包给黑耀石工作室完成的，负责人克里斯·阿瓦隆（Chris Avellone）正是范布伦的主要策划人。从《新维加斯》的设计来看，范布伦最大的遗产即NCR，钢铁兄弟会和凯撒军团的三方争霸设定，但新故事的时间和地点都和“范布伦”的设想大为不同。因为设定地点的重合度低，“范布伦”计划中提到的地点，只有少数如胡佛大坝和Boulder City等出现在《辐射: 新维加斯》本作中。新维加斯的DLC - 真诚之心，追加了位于犹他的大峡谷，并且主要故事人物约书亚的人设，也是来自于范布伦。
截至目前，还没有任何正式复活“范布伦”的计划。

## 逸事
- 阿瓦隆提到，“范布伦”计划的命名是以美国第八任总统马丁·范布伦为参考。黑岛工作室作品的辐射系列作品开发代号，均以美国前总统命名。
- 另据阿瓦隆讲，在以上的定稿剧本之前，还存在一版主要人物相同但故事设定不同的剧本。在该版本中，普莱斯珀是个通过冷冻技术“休眠”过来的战前科学家（类似于新维加斯的“豪斯先生”和辐射4的“唯一幸存者”）。但作为不知情的FEV病毒携带者，他带着恢复文明的目的走访各处。他走到哪里，新瘟疫就会传染到哪里。此设定主要因为太过发散不好收场，而被否决。
- 在所有预告中，囚犯均穿着“13号”紧身连体囚服。这个形象显然是在像穿着13号避难所制服的1，2代主角致敬。不过，囚犯其实和避难所可能并无关连，如果是这样，他本应是系列第一个跟避难所无关的正传作品主角。

## 技术演示
2007年5月3日，范布伦的游戏演示（Demo）被泄露到No Mutants Allowed上。包含似是将用于成品的教学关卡。此程序在特定电脑上具有可玩性，但有比较严重的Bug甚至能导致死机，而且一些内容比如武器图标和音效，都是不全的。
该演示程序有着简单而独立于游戏主干的故事情节。事件发生在全面核战当日，主角位于某一未受核直击的美国中西部地区。他的目标是进入并启动避难所。此间他需要找到并寻求美军士兵的帮助，两人合作通过战斗击败“通共者”暴徒，以抵达避难所入口。进入避难所后，主角须根据提示使用一系列物品和操纵计算机，完成启动过程，演示便告结束。
这段演示说明“范布伦”的教学关是独立而可跳过的。这应是针对前作辐射2开场“神殿试练”这一不可跳过的“事实教学关”的不良评价而作出的改进。
这个Demo包含了2001年6月26日发布的演示样本“Funeral Songs”中的三首歌曲，以及一个来历不明的音乐提示。 所有的歌曲似乎都经过 MP3转码。